# Campeonato Argentino de Mayores 2013
El Campeonato Argentino de Mayores de 2013 fue la sexagésimo-novena edición del torneo de uniones regionales organizado por la Unión Argentina de Rugby. El torneo se llevó a cabo principalmente entre el 2 de noviembre y el 7 de diciembre de 2013. La tercera división del campeonato, la Zona Desarrollo (Súper 9), se disputó con anterioridad entre el 29 de marzo y el 1 de abril.
La Unión Argentina de Rugby decidió durante esta temporada trasladar el Campeonato Argentino de Mayores al final de la temporada del rugby argentino, disputándose en la segunda mitad del año por primera vez desde la temporada 2001. El objetivo del cambio fue dar más prestigio al torneo, permitiendo a los jugadores de Pampas XV participar de sus seleccionados al evitar el conflicto de fechas con la Vodacom Cup.
La Unión de Rugby de Tucumán consiguió su décimo campeonato tras vencer 33-20 en la final a la Unión de Rugby de Rosario en las instalaciones del Jockey Club de Rosario.Formaron parte de la final jugadores como Roberto Tejerizo, Álvaro Galindo, Máximo Ledesma, Matías Orlando, Lucas Noguera Paz (por parte de la Naranja), Emiliano Boffelli, Nicolás Galatro, Pedro Imhoff, Patricio Fernández, Tomás Baravalle y Maximiliano Nannini (del lado de los Ñandues), entre otros.
Durante esta edición se decidió organizar un nuevo formato de ascensos y descensos con el objetivo de reducir la cantidad de equipos en la Zona Campeonato de ocho a seis para la siguiente temporada. La Unión de Rugby de Cuyo descendió a la Zona Ascenso por primera vez en su historia luego de perder todos sus encuentros en la temporada, tres por la Zona Campeonato y dos por el triangular final.

## Equipos participantes
Disputaron esta edición veinticinco seleccionados: ocho en la Zona Campeonato, ocho en la Zona Ascenso y nueve en la Zona Desarrollo (Súper 9).
| División                            | Equipo              | Unión                                                |
| ----------------------------------- | ------------------- | ---------------------------------------------------- |
| Zona Campeonato 8 equipos           | Alto Valle          | Unión de Rugby del Alto Valle de Río Negro y Neuquén |
| Zona Campeonato 8 equipos           | Buenos Aires        | Unión de Rugby de Buenos Aires                       |
| Zona Campeonato 8 equipos           | Córdoba             | Unión Cordobesa de Rugby                             |
| Zona Campeonato 8 equipos           | Cuyo                | Unión de Rugby de Cuyo                               |
| Zona Campeonato 8 equipos           | Mar del Plata       | Unión de Rugby de Mar del Plata                      |
| Zona Campeonato 8 equipos           | Rosario             | Unión de Rugby de Rosario                            |
| Zona Campeonato 8 equipos           | Salta               | Unión de Rugby de Salta                              |
| Zona Campeonato 8 equipos           | Tucumán             | Unión de Rugby de Tucumán                            |
| Zona Ascenso 8 equipos              | Chubut              | Unión de Rugby del Valle del Chubut                  |
| Zona Ascenso 8 equipos              | Entre Ríos          | Unión Entrerriana de Rugby                           |
| Zona Ascenso 8 equipos              | Nordeste            | Unión de Rugby del Nordeste                          |
| Zona Ascenso 8 equipos              | Oeste               | Unión de Rugby del Oeste de Buenos Aires             |
| Zona Ascenso 8 equipos              | San Juan            | Unión Sanjuanina de Rugby                            |
| Zona Ascenso 8 equipos              | Santa Fe            | Unión Santafesina de Rugby                           |
| Zona Ascenso 8 equipos              | Santiago del Estero | Unión Santiagueña de Rugby                           |
| Zona Ascenso 8 equipos              | Sur                 | Unión de Rugby del Sur                               |
| Súper 9 (Zona Desarrollo) 9 equipos | Andina              | Unión Andina de Rugby                                |
| Súper 9 (Zona Desarrollo) 9 equipos | Austral             | Unión de Rugby Austral                               |
| Súper 9 (Zona Desarrollo) 9 equipos | Formosa             | Unión de Rugby de Formosa                            |
| Súper 9 (Zona Desarrollo) 9 equipos | Jujuy               | Unión Jujeña de Rugby                                |
| Súper 9 (Zona Desarrollo) 9 equipos | Lagos del Sur       | Unión de Rugby de los Lagos del Sur                  |
| Súper 9 (Zona Desarrollo) 9 equipos | Misiones            | Unión de Rugby de Misiones                           |
| Súper 9 (Zona Desarrollo) 9 equipos | San Luis            | Unión de Rugby San Luis                              |
| Súper 9 (Zona Desarrollo) 9 equipos | Santa Cruz          | Unión Santacruceña de Rugby                          |
| Súper 9 (Zona Desarrollo) 9 equipos | Tierra del Fuego    | Unión de Rugby de Tierra del Fuego                   |

Al no disputarse el torneo clasificatorio a través del Cross Border como se había estipulado en la temporada anterior, los equipos que clasificaron a ésta desde la Zona Ascenso, Mar del Plata y Alto Valle, clasificaron a la Zona Campeonato de forma directa. De esta manera, la Unión de Rugby del Alto Valle de Río Negro y Neuquén clasificó a la Zona Campeonato por primera vez desde 1988, cuando se introdujo del sistema de ascensos y descensos.

## Modo de disputa y reglamentación

### Zona campeonato

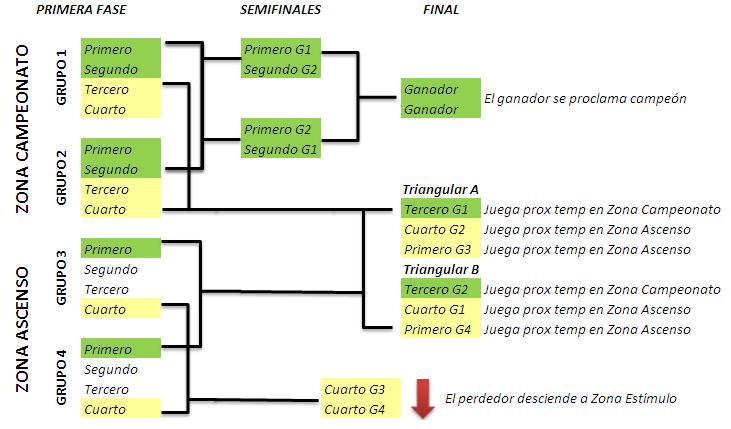
Imagen descriptiva del campeonato para las Zonas Campeonato y Ascenso

La Zona Campeonato está conformada por ocho participantes, los siete mejores de la pasada temporada más el mejor de la Zona Ascenso de la temporada pasada. 
Las uniones se dividen en 2 grupos donde se enfrentan por el sistema de todos contra todos a una rueda.
Una vez finalizada la fase de grupos, las dos primeras uniones de cada grupo avanzarán a la fase final, que consiste en enfrentamientos a eliminación directa donde harán de local los primeros de cada grupo y enfrentarán al segundo del otro grupo. Los dos ganadores disputan la final para definir al campeón.
Las uniones ubicadas en las terceras y cuartas posiciones disputarán un triangular con uniones provenientes de la Zona Ascenso, donde las dos mejores participarán de la Zona Campeonato la siguiente temporada.

### Zona ascenso
La Zona Ascenso está conformada por ocho participantes, el peor de la Zona Campeonato de la pasada temporada, por lo tanto descendido, los restantes seis que no lograron ascender, y el mejor de la Zona Estímulo de la pasada temporada.
Las uniones se dividen en 2 grupos donde se enfrentan por el sistema de todos contra todos a una rueda.
Una vez finalizada la fase de grupos, las dos primeras uniones disputarán dos triangulares junto con dos uniones provenientes de la Zona Campeonato, donde las peores uniones de cada triangular disputarán la siguiente temporada en la Zona Ascenso.
Las uniones ubicadas en las cuartas posiciones disputarán un partido entre sí para definir cuál mantiene la categoría y cuál desciende a la Zona estímulo para la siguiente temporada.

### Zona estímulo
La Zona Estímulo está conformada por nueve uniones, la peor de la Zona Ascenso de la pasada temporada y las restantes ocho de la pasada temporada en la Zona Estímulo.
Se confeccionan tres grupos con tres uniones cada donde se enfrentan por el sistema de todos contra.
Una vez finalizada la fase de grupos, los primeros de cada uno disputan la Copa de oro, los segundos la Copa de plata y los terceros la Copa de bronce.
El ganador de la Copa de oro logra el ascenso a la Zona Ascenso para la siguiente temporada.

## Zona Campeonato

### Zona 1
| Pos. | Equipo     | Encuentros | Encuentros | Encuentros | Encuentros | Tantos | Tantos | Tantos | Puntos |
| Pos. | Equipo     | PJ         | PG         | PE         | PP         | F      | C      | Dif    | Puntos |
| ---- | ---------- | ---------- | ---------- | ---------- | ---------- | ------ | ------ | ------ | ------ |
| 1.°  | Tucumán    | 3          | 3          | 0          | 0          | 114    | 27     | + 87   | 6      |
| 2.°  | Salta      | 3          | 2          | 0          | 1          | 114    | 77     | + 37   | 4      |
| 3.°  | Córdoba    | 3          | 1          | 0          | 3          | 68     | 43     | + 25   | 2      |
| 4.°  | Alto Valle | 3          | 0          | 0          | 3          | 31     | 180    | -149   | 0      |

|  | Clasificado a fase final.              |
|  | Disputa triangular por la permanencia. |

| 2 de noviembre, 16:00                                             | Córdoba                                                                | 16 - 21 | Salta | Córdoba Athletic Club, Córdoba     |                                    |
|                                                                   | Tries: Facundo Barrera 18' Matías Alemanno 28' Penales: Ramiro Pez 37' | Reporte | Tries: Martín Núñez 4' Francisco Poodts 43' Agustín Ellero 80+7' Conversiones: Martín Núñez 4', 43', 80+7' | Árbitro(s): Claudio Antonio (Cuyo) | Árbitro(s): Claudio Antonio (Cuyo) |
| Primera victoria de Salta ante Córdoba en la historia del torneo. |                                                                        |         | |                                    |                                    |

| 2 de noviembre, 16:00 | Tucumán | 56 - 6  | Alto Valle                    | La Caldera del Parque, Tucumán Lawn Tennis, Tucumán |                                           |
|                       | Tries: Ramiro Moyano 2', 7' Augusto López 15' Matías Frías Silva 17' Matías Orlando 21' Macario Villaluenga 64' Carlos Cáceres 72' Conversiones: Máximo Ledesma 7', 15' 17', 21', 64', 72' Penales: Máximo Ledesma 37', 56' Drop: Máximo Ledesma 13' | Reporte | Penales: Diego Codón 35', 47' | Árbitro(s): Maximilano Tempesta (Rosario)           | Árbitro(s): Maximilano Tempesta (Rosario) |

| 9 de noviembre, 16:00 | Salta | 81 - 13 | Alto Valle                                                                    | Jockey Club, Salta                       |                                          |
|                       | Tries: José Correa 6' Lúcio López Fleming 15' Mauricio Martínez 28' Diego Fortuni 34' Fran Poodts 60' José Chierice 63', 76' Leandro Tobio 67', 69', 78' Ricardo Davalos 70' Carlos Orlando 75', 80' Conversiones: Martín Nuñez Lasalle 6', 28', 34', 63', 67', 69', 76' Carlos Orlando 75', 80' | Reporte | Tries: Maximiliano García 19' Federico Lapuente 48' Penales: Tomás Browne 22' | Árbitro(s): Fernando Martorell (Tucumán) | Árbitro(s): Fernando Martorell (Tucumán) |

| 9 de noviembre, 16:00 | Córdoba                                  | 9 - 10  | Tucumán                                                                                | Córdoba Athletic Club, Córdoba              |                                             |
|                       | Penales: Francisco Lezcano 20', 40', 50' | Reporte | Tries: Matías Orlando 75' Conversiones: Máximo Ledesma 75' Penales: Máximo Ledesma 65' | Árbitro(s): Federico Anselmi (Buenos Aires) | Árbitro(s): Federico Anselmi (Buenos Aires) |

| 16 de noviembre, 16:00 | Alto Valle                                                                   | 12 - 43 | Córdoba | Neuquén RC, Neuquén                   |                                       |
|                        | Tries: Francisco Cuñelao 29' Miguel Cofré 73' Conversiones: Tomás Browne 76' | Reporte | Tries: Facundo Boaglio 7' Federico Salazar 13', 80' Santiago Tobal '17 Lautaro Casado 26' Ignacio Ceballos 46', 66' Conversiones: Francisco Lezcano 13', 17', 26', 66' | Árbitro(s): Federico Fioravanti (Sur) | Árbitro(s): Federico Fioravanti (Sur) |

| 16 de noviembre, 16:00 | Tucumán | 48 - 12 | Salta                                                       | Tucumán Lawn Tennis, Tucumán     |                                  |
|                        | Tries: Máximo Ledesma 2' Macario Villaluenga 15', 33' Gabriel Herrera 46' Andrés Chavanne 70' Matías Orlando 76' Conversiones: Máximo Ledesma 2', 33', 70' Penales: Máximo Ledesma 9', 30', 40', 63' | Reporte | Tries: Martín Núñez 53' Conversiones: Martín Núñez 53', 66' | Árbitro(s): Agustín Ramos (Cuyo) | Árbitro(s): Agustín Ramos (Cuyo) |

### Zona 2
| Pos. | Equipo        | Encuentros | Encuentros | Encuentros | Encuentros | Tantos | Tantos | Tantos | Puntos |
| Pos. | Equipo        | PJ         | PG         | PE         | PP         | F      | C      | Dif    | Puntos |
| ---- | ------------- | ---------- | ---------- | ---------- | ---------- | ------ | ------ | ------ | ------ |
| 1.°  | Rosario       | 3          | 3          | 0          | 0          | 98     | 40     | + 58   | 6      |
| 2.°  | Buenos Aires  | 3          | 2          | 0          | 1          | 142    | 33     | +109   | 4      |
| 3.°  | Mar del Plata | 3          | 1          | 0          | 2          | 34     | 94     | - 60   | 2      |
| 4.°  | Cuyo          | 3          | 0          | 0          | 3          | 43     | 150    | - 107  | 0      |

|  | Clasificado a fase final.              |
|  | Disputa triangular por la permanencia. |

| 2 de noviembre, 16:00 | Mar del Plata                                                                                      | 11 - 18 | Rosario                                                                | Los Cardos Rugby Club, Tandil                 |                                               |
|                       | Tries: Dan Isaack 1', 69' Conversiones: Patricio Fernández 1' Penales: Patricio Fernández 18', 60' | Reporte | Tries: Tomás Sackman 9' Conversiones: Penales: Lúcas Savarino 15', 38' | Árbitro(s): Sebastián Figueroa (Buenos Aires) | Árbitro(s): Sebastián Figueroa (Buenos Aires) |

| 2 de noviembre, 16:00 | Buenos Aires | 73 - 7  | Cuyo                                                      | CASI, San Isidro |  |
|                       | Tries: Agustín Gosio 9', 13' Javier Ortega Desio 17', 53' Matías Moroni 22', 32' Gonzalo Gutiérrez Taboada 39', 42', 58', 70' Santiago Méndez 76' Conversiones: Gonzalo Gutiérrez Taboada 9', 13', 17', 32', 39', 42', 53', 58', 70' | Reporte | Tries: Pablo Viazzo 31' Conversiones: Daniel Roccuzzo 31' |                  |  |

| 9 de noviembre, 16:00 | Rosario | 54 - 17 | Cuyo                                                                                | Jockey Club, Rosario                            |                                                 |
|                       | Tries: Jerónimo de la Fuente 1', 30' José Bassano 40' Pedro Imhoff 22' Patricio Fernández 42' Dan Isaack 48' Daniel Rocuzzo 71' Juan Rapuzzi 80' Conversiones: Patricio Fernández 1', 22', 40', 42' Román Miralles 48', 80' Daniel Rocuzzo 71' | Reporte | Tries: Federico Jiménez 27' Conversiones: Luciano Cano 27' Penales: Luciano Cano 8' | Árbitro(s): Ignacio Iparraguirre (Buenos Aires) | Árbitro(s): Ignacio Iparraguirre (Buenos Aires) |

| 9 de noviembre, 16:00 | Buenos Aires | 57 - 0  | Mar del Plata | CASI, San Isidro                         |                                          |
|                       | Tries: Bautista Güemes 11' Santiago Méndez 19' Santiago Iramain 34' Javier Ortega Desio 42' Juan Pablo Estelles 73' Matías Masera 76' Conversiones: Gonzalo Gutiérrez Taboada 11', 19', 34', 42' Penales: Gonzalo Gutiérrez Taboada 8', 49', 59', 73' | Reporte |               | Árbitro(s): Santiago Altobelli (Tucumán) | Árbitro(s): Santiago Altobelli (Tucumán) |

| 16 de noviembre, 16:00 | Rosario | 26 - 12 | Buenos Aires                                          | Jockey Club, Rosario               |                                    |
|                        | Tries: Patricio Fernández 16' Dan Isaack 42' Conversiones: Patricio Fernández 16', 42' Penales: Patricio Fernández 10', 67', 78', 80+2' | Reporte | Penales: Gonzalo Gutiérrez Taboada 12', 20', 37', 62' | Árbitro(s): Claudio Antonio (Cuyo) | Árbitro(s): Claudio Antonio (Cuyo) |

| 16 de noviembre, 16:00 | Cuyo                                                                                  | 19 - 23 | Mar del Plata | Marista Rugby Club, Luján de Cuyo |                                  |
|                        | Tries: Fidel Lamy 15' Matías de Paolis 44' Conversiones: Daniel Roccuzzo 15' Penales: | Reporte | Tries: Franco Catuogno 18' Juan Pablo Álvarez 23' Facundo Bosh 29', 52' Conversiones: Franco Catuogno 18' Daniel Roccuzzo 23' Lucas Savarino 52' Penales: Lucas Savarino 35', 70' | Árbitro(s): Jason Mola (Córdoba)  | Árbitro(s): Jason Mola (Córdoba) |

### Fase final
|  | Semifinales     | Semifinales     | Semifinales     |         |         | Final           | Final           | Final           |  |
|  | 23 de noviembre | 23 de noviembre | 23 de noviembre |         |         | 30 de noviembre | 30 de noviembre | 30 de noviembre |  |
|  |                 |                 |                 |         |         |                 |                 |                 |  |
|  |                 |                 |                 |         |         |                 |                 |                 |  |
|  | Rosario         | Rosario         | 23              |         |         |                 |                 |                 |  |
|  | Rosario         | Rosario         | 23              |         |         |                 |                 |                 |  |
|  | Salta           | Salta           | 6               |         |         |                 |                 |                 |  |
|  | Salta           | Salta           | 6               |         | Rosario | Rosario         | 20              |                 |  |
|  |                 |                 |                 |         | Rosario | Rosario         | 20              |                 |  |
|  |                 |                 | Tucumán         | Tucumán | 33      |                 |                 |                 |  |
|  | Tucumán         | Tucumán         | Tucumán         | Tucumán | 33      | 25              |                 |                 |  |
|  | Tucumán         | Tucumán         |                 |         |         | 25              |                 |                 |  |
|  | Buenos Aires    | Buenos Aires    | 18              |         |         |                 |                 |                 |  |
|  | Buenos Aires    | Buenos Aires    | 18              |         |         |                 |                 |                 |  |
|  |                 |                 |                 |         |         |                 |                 |                 |  |

Semifinales
| 23 de noviembre, 17:45 | Tucumán | 25 - 18 | Buenos Aires                                                                                            | Tucumán Lawn Tennis, Tucumán                                       |                                                                    |
|                        | Tries: Matías Orlando 31' Conversiones: Máximo Ledesma 31' Penales: Máximo Ledesma 2', 10', 38', 42', 60', 76' | Reporte | Tries: Agustín Gosio 10' Gonzalo Gutiérrez Taboada 70' Penales: Gonzalo Gutiérrez Taboada 28', 44', 70' | Asistencia: 8000 espectadores Árbitro(s): Juan Sylvestre (Rosario) | Asistencia: 8000 espectadores Árbitro(s): Juan Sylvestre (Rosario) |

| 23 de noviembre, 20:00 | Rosario | 23 - 6  | Salta                                               | Jockey Club, Rosario                        |                                             |
|                        | Tries: Juan Rapuzzi 52' Luciano Fasoletti 80' Conversiones: Patricio Fernández 52' Penales: Patricio Fernández 9', 14', 67' Luciano Fasoletti 80' | Reporte | Drops: Carlos Orlando 50' Penales: Martín Núñez 37' | Árbitro(s): Federico Anselmi (Buenos Aires) | Árbitro(s): Federico Anselmi (Buenos Aires) |

Final
| 30 de noviembre | Rosario                                                                        | 20 - 33 | Tucumán | Jockey Club, Rosario                 |                                      |
|                 | Tries: Ignacio Fantín 59' Penales: Patricio Hernández 10', 13', 35', 39', 69', | Reporte | Tries: Augusto López 6', 28', Macario Villaluenga 54' Conversiones: Máximo Ledesma 6', 28' Javier Rojas 54' Penales: Máximo Ledesma 40' Javier Rojas 45', 72' | Árbitro(s): Francisco Pastrana (UAR) | Árbitro(s): Francisco Pastrana (UAR) |

| Bandera de la Provincia de Tucumán |
| Tucumán Campeón                    |
| Décimo título                      |

## Zona Ascenso

### Zona 3
| Pos. | Equipo              | Encuentros | Encuentros | Encuentros | Encuentros | Tantos | Tantos | Tantos | Puntos |
| Pos. | Equipo              | PJ         | PG         | PE         | PP         | F      | C      | Dif    | Puntos |
| ---- | ------------------- | ---------- | ---------- | ---------- | ---------- | ------ | ------ | ------ | ------ |
| 1.°  | Santa Fe            | 3          | 3          | 0          | 0          | 102    | 48     | + 54   | 6      |
| 2.°  | Santiago del Estero | 3          | 2          | 0          | 1          | 79     | 62     | + 17   | 4      |
| 3.°  | Entre Ríos          | 3          | 1          | 0          | 2          | 71     | 96     | - 25   | 2      |
| 4.°  | Oeste               | 3          | 0          | 0          | 3          | 66     | 112    | - 46   | 0      |

|  | Clasifica a triangular por el ascenso. |
|  | Disputa partido por la permanencia.    |

| 2 de noviembre | Santa Fe | 26 - 8  | Santiago del Estero | Santa Fe Rugby Club, Santa Fe      |                                    |
|                |          | Reporte |                     | Árbitro(s): Carlos Poggi (Rosario) | Árbitro(s): Carlos Poggi (Rosario) |

| 2 de noviembre | Entre Ríos | 31 - 30 | Oeste | Paraná Rowing Club, Paraná       |                                  |
|                |            | Reporte |       | Árbitro(s): Juan Gómez (Córdoba) | Árbitro(s): Juan Gómez (Córdoba) |

| 9 de noviembre | Oeste | 17 - 44 | Santa Fe | Club Los Miuras, Junín                 |                                        |
|                |       | Reporte |          | Árbitro(s): Ramiro García Gamero (Sur) | Árbitro(s): Ramiro García Gamero (Sur) |

| 9 de noviembre | Entre Ríos | 17 - 34 | Santiago del Estero | CA Estudiantes, Paraná                 |                                        |
|                |            | Reporte |                     | Árbitro(s): Emilio Traverso (Santa Fe) | Árbitro(s): Emilio Traverso (Santa Fe) |

| 16 de noviembre | Santa Fe | 32 - 23 | Entre Ríos | Universitario SF, Santa Fe                    |                                               |
|                 |          | Reporte |            | Árbitro(s): Gustavo Tomanovich (Buenos Aires) | Árbitro(s): Gustavo Tomanovich (Buenos Aires) |

| 16 de noviembre | Santiago del Estero | 37 - 19 | Oeste | Old Lions RC, Santiago del Estero    |                                      |
|                 |                     | Reporte |       | Árbitro(s): Sebastián Colman (Salta) | Árbitro(s): Sebastián Colman (Salta) |

### Zona 4
| Pos. | Equipo   | Encuentros | Encuentros | Encuentros | Encuentros | Tantos | Tantos | Tantos | Puntos |
| Pos. | Equipo   | PJ         | PG         | PE         | PP         | F      | C      | Dif    | Puntos |
| ---- | -------- | ---------- | ---------- | ---------- | ---------- | ------ | ------ | ------ | ------ |
| 1.°  | Nordeste | 3          | 3          | 0          | 0          | 105    | 46     | + 59   | 6      |
| 2.°  | San Juan | 3          | 2          | 0          | 1          | 111    | 110    | + 1    | 4      |
| 3.°  | Sur      | 3          | 1          | 0          | 2          | 69     | 76     | - 7    | 2      |
| 4.°  | Chubut   | 3          | 0          | 0          | 3          | 69     | 122    | - 53   | 0      |

|  | Clasifica a triangular por el ascenso. |
|  | Disputa partido por la permanencia.    |

| 2 de noviembre | San Juan | 62 - 45 | Chubut | UNSJ, San Juan                  |                                 |
|                |          | Reporte |        | Árbitro(s): José Covassi (Cuyo) | Árbitro(s): José Covassi (Cuyo) |

| 2 de noviembre | Sur | 22 - 27 | Nordeste | Club Argentino, Bahía Blanca          |                                       |
|                |     | Reporte |          | Árbitro(s): Víctor Riera (Alto Valle) | Árbitro(s): Víctor Riera (Alto Valle) |

| 9 de noviembre | Nordeste | 39 - 14 | San Juan | Aranduroga RC, Corrientes          |                                    |
|                |          | Reporte |          | Árbitro(s): Mauro Rivera (Rosario) | Árbitro(s): Mauro Rivera (Rosario) |

| 9 de noviembre | Sur | 21 - 14 | Chubut | Club Argentino, Bahía Blanca             |                                          |
|                |     | Reporte |        | Árbitro(s): Andrés Sutton (Buenos Aires) | Árbitro(s): Andrés Sutton (Buenos Aires) |

| 16 de noviembre | San Juan | 35 - 26 | Sur | UNSJ, San Juan                       |                                      |
|                 |          | Reporte |     | Árbitro(s): Ezequiel Orcajada (Cuyo) | Árbitro(s): Ezequiel Orcajada (Cuyo) |

| 16 de noviembre | Chubut | 10 - 39 | Nordeste | Patoruzú Rugby Club, Trelew              |                                          |
|                 |        | Reporte |          | Árbitro(s): Sebastián Cárdenas (Austral) | Árbitro(s): Sebastián Cárdenas (Austral) |

### Fase final
Zona A
| Pos. | Equipo   | Encuentros | Encuentros | Encuentros | Encuentros | Tantos | Tantos | Tantos | Puntos |
| Pos. | Equipo   | PJ         | PG         | PE         | PP         | F      | C      | Dif    | Puntos |
| ---- | -------- | ---------- | ---------- | ---------- | ---------- | ------ | ------ | ------ | ------ |
| 1.°  | Córdoba  | 2          | 2          | 0          | 0          | 105    | 20     | + 85   | 4      |
| 2.°  | Santa Fe | 2          | 1          | 0          | 1          | 33     | 44     | - 11   | 2      |
| 3.°  | Cuyo     | 2          | 0          | 0          | 2          | 20     | 94     | - 74   | 0      |

|  | Disputará la siguiente temporada en Zona Campeonato. |
|  | Disputará la siguiente temporada en Zona Ascenso.    |

| 23 de noviembre, 16:00 | Santa Fe                                                                                  | 13 - 31 | Córdoba | CRAI, Santa Fe                     |                                    |
|                        | Tries: César Grosso 49' Conversiones: Martín Visuara 49' Penales: Martín Visuara 10', 44' | Reporte | Tries: Facundo Barrera 5', 60' Matías Alemano 40', 76' Conversiones: Francisco Lazcano 5', 40', 60' Ceballos 76' Penales: Ceballos 75' | Árbitro(s): Mauro Rivera (Rosario) | Árbitro(s): Mauro Rivera (Rosario) |

| 30 de noviembre, 16:30 | Cuyo                                                                                         | 13 - 20 | Santa Fe | Liceo Rugby Club, Luján de Cuyo          |                                          |
|                        | Tries: Matías de Paolis 33' Conversiones: Daniel Rocuzzo 33' Penales: Daniel Rocuzzo 6', 18' | Reporte | Tries: Exequiel Milesi 68' Leonardo Crosetti 74' Conversiones: Penales: Martín Visuara 31' Pablo Villar 37', 68', 74' | Árbitro(s): Santiago Altobelli (Tucumán) | Árbitro(s): Santiago Altobelli (Tucumán) |

| 7 de diciembre, 16:30                             | Córdoba                       | 74 - 7  | Cuyo                          | Córdoba Athletic Club, Córdoba       |                                      |
|                                                   | Tries: Conversiones: Penales: | Reporte | Tries: Conversiones: Penales: | Árbitro(s): Juan Sylvestre (Rosario) | Árbitro(s): Juan Sylvestre (Rosario) |
| Cuyo desciende a la Zona Ascenso por primera cez. |                               |         |                               |                                      |                                      |

Zona B
| Pos. | Equipo        | Encuentros | Encuentros | Encuentros | Encuentros | Tantos | Tantos | Tantos | Puntos |
| Pos. | Equipo        | PJ         | PG         | PE         | PP         | F      | C      | Dif    | Puntos |
| ---- | ------------- | ---------- | ---------- | ---------- | ---------- | ------ | ------ | ------ | ------ |
| 1.°  | Alto Valle    | 2          | 2          | 0          | 0          | 33     | 28     | + 5    | 4      |
| 2.°  | Mar del Plata | 2          | 1          | 0          | 1          | 31     | 32     | - 1    | 2      |
| 3.°  | Nordeste      | 2          | 0          | 0          | 2          | 36     | 40     | - 4    | 0      |

|  | Disputará la siguiente temporada en Zona Campeonato. |
|  | Disputará la siguiente temporada en Zona Ascenso.    |

| 24 de noviembre, 16:30 | Nordeste | 18 - 21 | Mar del Plata | Aranduroga RC, Corrientes        |                                  |
|                        | Tries: Juan Cruz Chiama 58' Marcelo González 80+1' Conversiones: Genaro Carrió 58' Penales: Genaro Carrió 19', 27' | Reporte | Tries: Lucas Savarino 15' Franco Catuogno 23' Rodrigo Iza 44' Penales: Lucas Savarino 68' Drop:Lucas Savarino 56' | Árbitro(s): Jason Mola (Córdoba) | Árbitro(s): Jason Mola (Córdoba) |

| 30 de noviembre, 16:30 | Alto Valle | 19 - 18 | Nordeste | Neuquén Rugby Club, Neuquén       |                                   |
|                        | Tries: Francisco Cuñehao 28' Conversiones: Tomás Browne 28' Penales: Tomás Browne 20', 55', 64' Drops: Maximiliano García 80+2' | Reporte | Tries: Juan Cruz Chiama 39' Genaro Carrió 44' Conversiones: Genaro Carrió 39' Penales: Genaro Carrió 10', 76' | Árbitro(s): Andrés Ruíz (Mendoza) | Árbitro(s): Andrés Ruíz (Mendoza) |

| 7 de diciembre, 16:30 | Mar del Plata                 | 10 - 14 | Alto Valle                    | IPR Sporting Club, Mar del Plata              |                                               |
|                       | Tries: Conversiones: Penales: | Reporte | Tries: Conversiones: Penales: | Árbitro(s): Francisco Pastrana (Buenos Aires) | Árbitro(s): Francisco Pastrana (Buenos Aires) |

### Partido por la permanencia
La Unión de Rugby del Oeste de Buenos Aires cayó ante la Unión de Rugby del Valle del Chubut y descendió al Súper 9 2014.
| 24 de noviembre, 16:30 | Chubut | 27 - 18 | Oeste | Trelew Rugby Club, Trelew                |                                          |
|                        | Tries: Pablo Giordanella 31' Mariano Pugh 36' Mauro Pagani 79' Conversiones: Ezequiel Maldonado Montes de Oca 31', 36' Mariano Pugh 79' Penales: Ezequiel Maldonado Montes de Oca 8', 52' | Reporte | Tries: Daniel Almeira 57' Roque Ramos 65' Conversiones: Matías Knudsen 57' Penales: Matías Knudsen 28', 45' | Árbitro(s): Andrés Sutton (Buenos Aires) | Árbitro(s): Andrés Sutton (Buenos Aires) |

## Zona Desarrollo (Súper 9)
La Zona Desarrollo (Súper 9) se disputó entre el 29 de marzo y el 1 de abril en las instalaciones del Club Los Miuras de Junín, Provincia de Buenos Aires. El torneo fue ganado por la Unión de Rugby de los Lagos del Sur que ganó la Copa de Oro al vencer 20-6 a la Unión Andina de Rugby y logró el ascenso a la Zona Ascenso 2014.
| 1.° | Lagos del Sur    | 4 | 0 | 0 | 111 | 6   | +105 | 8 |
| 2.° | Andina           | 3 | 0 | 1 | 52  | 29  | +23  | 6 |
| 3.° | Austral          | 2 | 0 | 2 | 57  | 29  | +28  | 4 |
| 4.° | San Luis         | 2 | 1 | 1 | 47  | 22  | +25  | 5 |
| 5.° | Misiones         | 2 | 0 | 2 | 46  | 42  | +4   | 4 |
| 6.° | Formosa          | 1 | 1 | 2 | 27  | 31  | -4   | 3 |
| 7.° | Tierra del Fuego | 2 | 0 | 2 | 55  | 61  | -6   | 4 |
| 8.° | Santa Cruz       | 1 | 0 | 3 | 11  | 106 | -95  | 2 |
| 9.° | Jujuy            | 0 | 0 | 4 | 3   | 83  | -80  | 0 |

|  | Campeón Copa de Oro y asciende a Zona Ascenso 2014. |
|  | Campeón Copa de Plata.                              |
|  | Campeón Copa de Bronce.                             |

|                               |
| Lagos del Sur Campeón Súper 9 |
| Primer título                 |

## Tabla final
La tabla final de la competencia se utiliza como base para armar las zonas de la siguiente temporada. En la misma se aclaran las posiciones según lo estipulado por el reglamento.
| Posición | Unión               |
| -------- | ------------------- |
| 1.°      | Tucumán             |
| 2.°      | Rosario             |
| 3.°      | Buenos Aires        |
| 4.°      | Salta               |
| 5.°      | Córdoba             |
| 6.°      | Alto Valle          |
| 7.°      | Mar del Plata       |
| 8.°      | Santa Fe            |
| 9.°      | Nordeste            |
| 10.°     | Cuyo                |
| 11.°     | San Juan            |
| 12.°     | Santiago del Estero |
| 13.°     | Entre Ríos          |
| 14.°     | Sur                 |
| 15.°     | Chubut              |
| 16.°     | Lagos del Sur       |
| 17.°     | Oeste               |
| 18.°     | Andina              |
| 19.°     | Austral             |
| 20.°     | San Luis            |
| 21.°     | Misiones            |
| 22.°     | Formosa             |
| 23.°     | Tierra del Fuego    |
| 24.°     | Santa Cruz          |
| 25.°     | Jujuy               |